# Georges-Marie Batier
Georges-Marie Batier, francoski general, * 1884, † 1972.